# Nitocrellopsis ahaggarensis
Nitocrellopsis ahaggarensis is een eenoogkreeftjessoort uit de familie van de Ameiridae. De wetenschappelijke naam van de soort is voor het eerst geldig gepubliceerd in 2000 door Fiers & Iliffe.